# Wang Tingyun

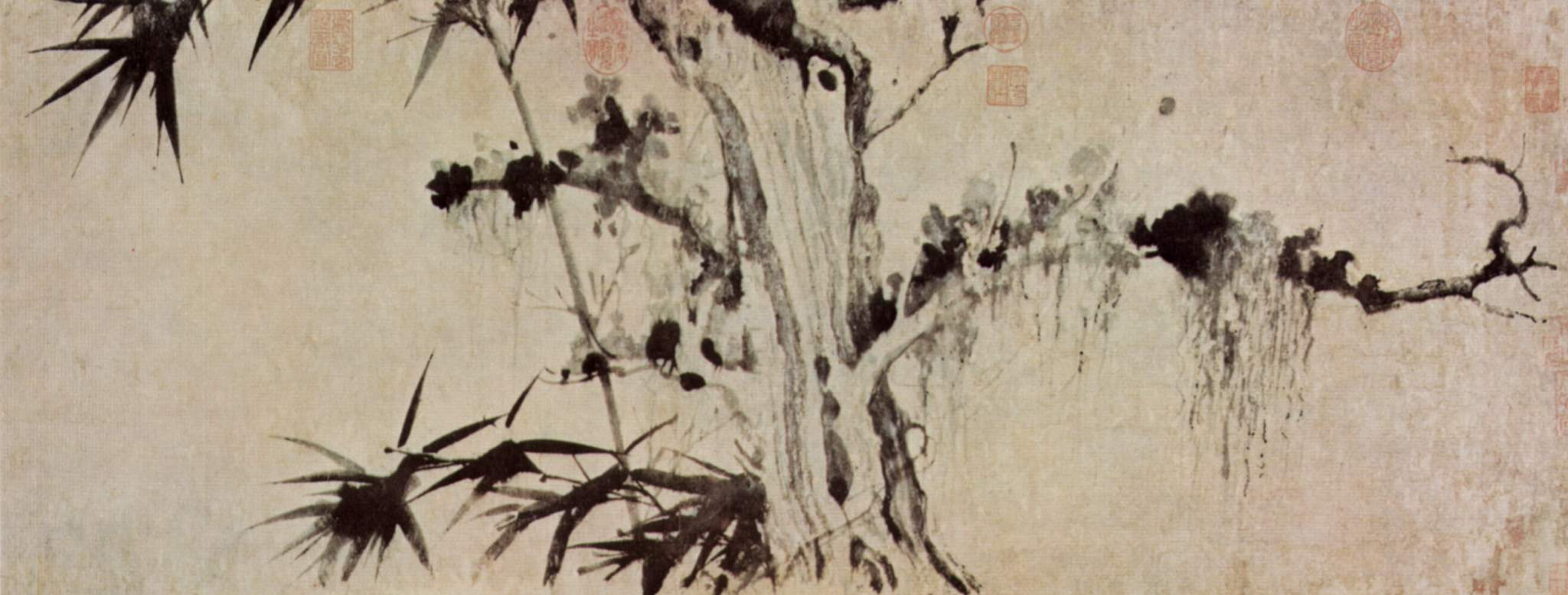
Alleenstaande bamboe en oude boom door Wang Tingyun

Wang Tingyun (王庭筠; 1151–1202), of Wang T'ing-Yun, was een Chinees kunstschilder die actief was tijdens de Jin-dynastie (1115-1234). Zijn omgangsnaam was Ziduan en zijn artistieke naam Huang-Hua Shanren. Wang Tingyun was geboren in Hedong, in de provincie Shanxi. Hij kreeg les in kalligrafie van zijn oom Mi Fu (1051–1107) en studeerde de schilderkunst aan de Hanlin-academie.

## Werken
De schilderstijl van Wang Tingyun was beïnvloed door een aantal schilders in de Noordelijke Song-dynastie, waaronder Su Shi (1037–1101). Wang Tingyun schilderde voornamelijk (shan shui-)landschappen, oude bomen en bamboeschilderingen.

### Enkele bamboe met oude boom
Er is slechts één werk van Wang Tingyun bewaard gebleven, namelijk Alleenstaande bamboe en oude boom (幽竹枯槎圖; Youzhu kucha tu), uitgevoerd in gewassen inkt op papier en gedateerd rond 1180. Een gedeelte van een oude boomstam vult het beeldvlak, inclusief een zijtak aan de rechterzijde en enkele jonge bamboetakken aan de linkerzijde. De penseelvoering lijkt opzettelijk ruw en nonchalant, met abrupte overgangen van licht naar donker en van droge naar natte wassing. Het werk is omschreven als gedurfd en in strijd met de naturalistische conventies van die tijd. Het werk bevindt zich in het Yurinkan-museum te Kioto, Japan.
- International Standard Name Identifier: 0000 0000 7106 1098
- Library of Congress Control Number: n79113592
- Nederlandse Thesaurus van Auteursnamen: 181509407
- Trove: 1315552
- Union List of Artist Names: 500125695
- Virtual International Authority File: 96608460
- WorldCat: E39PBJvhtPVPkTcMDfG7MQ3bBP